# EN 469
Die Europäische Norm EN 469 regelt die Beschaffenheit von Schutzkleidung für die Feuerwehr zur Brandbekämpfung. Insbesondere wird hier auf die Leistungsanforderungen der Feuerwehrschutzkleidung bei der Brandbekämpfung, d. h. der Beständigkeit bzw. dem Verhalten der Bekleidung bei Brandeinsätzen (Beaufschlagung des Materials mit Flammen bzw. thermischer Strahlung / Hitze) abgestellt.

## Entstehungsgeschichte
Die EN 469 ist eine harmonisierte Norm auf Grundlage der Richtlinie 89/686/EWG vom 21. Dezember 1989, die als „Richtlinie zur Angleichung der Rechtsvorschriften für persönliche Schutzausrüstung der Mitgliedsstaaten der EU“ einen einheitlichen europäischen Standard im Bereich persönlicher Schutzausrüstungen in Europa gewährleistet.
Als harmonisierte Norm gilt die EN 469 in der gesamten Europäischen Union sowie zusätzlich in der Schweiz; Sie wird in den einzelnen Staaten als nationale Norm (z. B. DIN EN 469, BS EN 469, NF EN 469, ÖNORM EN 469, SN EN 469) inhaltsgleich umgesetzt. In einigen Staaten kommen zusätzliche nationale Vorschriften zum Tragen, wie beispielsweise in Deutschland in einigen Bundesländern die weiterführende HuPF oder in Österreich jene des ÖBFV gelten.
Die „DIN EN 469“ ist nicht gleichzusetzen mit der „Deutschen Norm DIN 469“, die die technischen Lieferbedingungen von geraden Handkurbeln regelt.
Eine zwischenzeitlich veröffentlichte Nachfolgenorm (EN 469:2014) wurde nach kurzer Zeit wieder zurückgezogen.
Der Entwurf einer überarbeiteten EN 469 (prEN 469:2015) erreichte bei der Abstimmung Ende 2015 nicht die erforderliche Mehrheit und wird nicht weiter verfolgt.
Im Dezember 2020 wurde die neue DIN EN 469:2020-12 herausgegeben. „Schutzkleidung für die Feuerwehr – Leistungsanforderungen für Schutzkleidung für Tätigkeiten der Feuerwehr“ ersetzt die DIN EN 469 „Schutzkleidung für die Feuerwehr – Leistungsanforderungen für Schutzkleidung für die Brandbekämpfung“.
Aus Schutzkleidung für die Brandbekämpfung wurde Schutzkleidung für Tätigkeiten der Feuerwehr. Ein Kernpunkt der neuen Norm ist das Ziel, die Balance zwischen Wärmeschutz und Tragekomfort (z. B. Vermeidung von Wärmestau) sowie anderer potentieller Anforderungen zu finden. Die Schutzkleidung soll die Anforderungen zum Schutz gegen Hitze und Flammen, mechanische und chemische Eigenschaften sowie Komfort und Sichtbarkeit bei üblichen Feuerwehrtätigkeiten erfüllen.

## Anforderungen
Die Norm behandelt die Anforderungen
- Wärmeübergang „Flamme“ (Xf),
- Wärmeübergang „Strahlung“ (Xr),
- Wasserdichtigkeit (Y),
- Wasserdampfdurchgangswiderstand (Z),

welche in je zwei Leistungsstufen eingeteilt werden, wobei Stufe 1 die niedrigere und Stufe 2 die höhere
Stufe darstellt.
Des Weiteren behandelt die EN 469 auch die Wahrnehmbarkeit der Feuerwehrangehörigen, welche am Einsatzort durch Straßenverkehr gefährdet sind.